# Бразильско-узбекистанские отношения
Бразильско-узбекистанские отношения — межгосударственные отношения между Бразилией и Узбекистаном.

## Установление дипломатических отношений
Бразильско-узбекистанские двусторонние отношения (порт. relações entre Brasil e Uzbequistão) находятся в стадии становления. Бразилия была первым государством Латинской Америки, с которым Узбекистан установил дипломатические отношения в 1993 году.

## Общая характеристика стран
Узбекистан — бывшая советская республика, которой исполнилось 34 года независимости (1 сентября 2024). Республика Бразилия 07 сентября 2024 года отметила своё 202 годовщину независимости .

## История

### Политические контакты и визиты
В расширении взаимосвязей между Узбекистаном и Бразилией важное значение имеют политические консультации внешнеполитических ведомств двух стран, первые из которых состоялись в Бразилии в августе 2007 года.
Между Агентством «Узинфоинвест» и бразильским агентством по содействию торговле и инвестициям (АПЕКС) подписан Меморандум о взаимопонимании и сотрудничестве. 1—4 ноября 2008 года Узбекистан посетил мэр Рио-де-Жанейро С. Майе, который был принят Президентом Республики Узбекистан Исламом Каримовым. По итогам визита был подписан Протокол об установлении партнёрских связей и сотрудничества между городами Самарканд и Рио-де-Жанейро.
Важным событием в отношениях Узбекистана с латиноамериканскими странами стал состоявшийся в мае 2009 года первый официальный визит в Федеративную Республику Бразилия Президента Республики Узбекистан Ислама Абдуганиевича Каримова, который был принят Президентом Бразилии Луисом Инасио (Лула) да Силва.
Прошедшие переговоры и подписанные двусторонние документы свидетельствуют о серьёзности намерений обеих стран на развитие многопланового и взаимовыгодного сотрудничества и стремлении перевести узбекско-бразильские отношения на уровень долгосрочного партнерства. Узбекистан проявляет большой интерес в углублении отношений с Бразилией. Страна заинтересована в бразильском опыте в технологиях синтеза биотоплива и повторного использования отходов хлопкового производства поскольку Узбекистан (как и Бразилия) является одним из крупнейших производителей хлопка (нация является третьим по величине экспортером хлопка в мире). Узбекистан — также экспортёр цветных металлов, серебра, золота и газа. Эти две страны разделяют интерес в развитии сотрудничества в области сельского хозяйства, энергетики, минеральных ресурсов, науки, туризма и спорта. В 2009 году Бразилия и Узбекистан подписали восемь соглашений о сотрудничестве. Подчёркивалась необходимость активизации парламентских связей между двумя странами и создания «групп дружбы Бразилия — Узбекистан».
Посол Узбекистана — Ильхом Неъматов — во время визита в Бразилию в декабре 2012 года рассказал «Комитету по внешним связям и национальной обороне» (CREDN), что страна заинтересована в бразильских инвестициях в нефтяной, газовой, горнодобывающей, автомобильной промышленности и агробизнесе, а также в партнерстве с компанией Petrobras, в ознакомлении с бразильской программой по производству этанола, который в смеси с бензином широко применяется в Бразилии как топливо для автомобилей. Было запланировано в 2013 году открытие посольства Бразилии в Ташкенте и посольства Узбекистана в городе Бразилиа.
Между странами поддерживаются контакты на уровне внешнеполитических ведомств. В частности, в декабре 2011 года состоялся визит в Бразилию делегации представителей МИД Узбекистана. Проведены встречи в МИД и Бразильском агентстве по техническому сотрудничеству, где обсуждены вопросы двустороннего взаимодействия. В июне 2012 года состоялся визит делегации Узбекистана, принявшей участие в Конференции ООН по устойчивому развитию в Рио-де-Жанейро. В 2013 году соглашение о культурном сотрудничестве между Бразилией и Узбекистаном, подписанное в Бразилиа 28 мая 2009 года, было обнародовано и утверждено Президентом Дилмой Руссеф. Утверждено также сотрудничество между Бразилией и Узбекистаном в аграрном секторе. Планируется обмен экспертами, специалистами, учеными и стажерами, техническими визитами и семинарами. Соглашение предусматривает совместное проведение торговых ярмарок, выставок и других мероприятий, которые будут способствовать развитию торговли между двумя странами.
21 октября 2019 года министр иностранных дел Узбекистана Абдулазиз Камилов принял вновь назначенного Чрезвычайного и Полномочного Посла Бразилии с резиденцией в Москве Товара да Силву Нунеса. А в 2025 году Президент Узбекистана Шавкат Мирзиёев принял бывшего президента Бразилии, а ныне - главу Нового банка развития БРИКС, Дилму Руссеф, прибывшую в Узбекистан для участия в мероприятиях Ташкентского международного инвестиционного форума.

### Новый этап сотрудничества
17 августа 2015 года вступило в силу Соглашение между Правительством Узбекистана и Правительством Бразилии об экономическом и торговом сотрудничестве. Торговля между Бразилией и Узбекистаном имеет потенциал для роста. Торговый оборот уже в 2012 году достиг US $ 22,8 млн. В 2018 году товарооборот между Бразилией и Узбекистаном составил 38,37 млн долларов США, что является самым высоким показателем в истории, почти полностью состоящим из экспорта Бразилии (38,17 млн долларов США), особенно сахара и автомобильных запчастей.

### Спорт
Узбекистан принял участие в Олимпийских играх, проводимых в 2016 году в Рио-де-Жанейро. В команде Узбекистана было 70 спортсменов, которые завоевали 13 медалей, из них 4 золотых, 2 серебряных и 7 бронзовых медалей, а в итоговом медальном зачете команда заняла 21-е место.